# سانتا روسا (کائوکا)
سانتا روسا (انگلیسی: Santa Rosa, Cauca) نام شهری در کشور کلمبیا است.